# Veľké Trakany
Veľké Trakany (v minulosti Velký Tarkan, maďarsky Nagytárkány) jsou obec na Slovensku v okrese Trebišov. Žije zde přibližně 1 500 obyvatel. První písemná zmínka o obci pochází z roku 1329. Obec téměř splynula se sousední obcí Malé Trakany. V obci je ve styku s Maďarskem silniční hraniční přechod  Veľké Trakany – Zemplénagárd.

## Symboly obce
Podle heraldického rejstříku obec tyto symboly přijala 10. května 2007. Na znaku je motiv holuba podle otisku pečetidla z roku 1787.

### Znak
V červeném štítě v zelené trávě stojící stříbrný holub ve zlaté zbroji, v zobáku se zlatou třílistou větvičkou.

### Vlajka
Vlajka má podobu sedmi podélných pruhů červeného, žlutého, zeleného, červeného, zeleného, bílého, červeného. Vlajka má poměr stran 2:3 a ukončena je třemi cípy, tj. dvěma zástřihy, sahajícími do třetiny jejího listu.

## Obyvatelstvo
Podle výsledků sčítání v roce 2011 bylo v obci z 1425 obyvatel celkem 1115 Maďarů, 238 Slováků, 8 Ukrajinců, 4 Rómové, 3 Rusíni, 1 Němec a 2 obyvatelé jiné národnosti. 54 obyvatel národnost neuvedlo.

## Školy
V obci se nachází mateřská a základní škola. Obě mají vyučovací jazyk maďarštinu.